# Clinocera subtrunca
Clinocera subtrunca är en tvåvingeart som beskrevs av Sinclair 2008. Clinocera subtrunca ingår i släktet Clinocera och familjen dansflugor. Inga underarter finns listade i Catalogue of Life.